# Przełęcz Wysowska
Przełęcz Wysowska (610 m n.p.m.) – przełęcz w Beskidzie Niskim, położona pomiędzy szczytami Jasiłników (słow. Tri Kopce – 734 m n.p.m.) a Płazin (słow. Staviská – 825 m n.p.m.), leżąca na granicy Polski i Słowacji.
Do roku 2007 na przełęczy działało turystyczne przejście graniczne ze Słowacją.
Poprzednią (patrząc od zachodu) przełęczą w granicznym grzbiecie Karpat jest Przełęcz Pułaskiego, a następną – Przełęcz Regetowska.

## Piesze szlaki turystyczne
- Wysowa-Zdrój – Blechnarka – Przełęcz Wysowska (610 m n.p.m.) – Przełęcz Regetowska (646 m n.p.m.) – Regietów
- słowacki szlak graniczny